# Thunia alba
Thunia alba é uma espécie de orquídea (Orchidaceae) do Sudeste Asiático.